# Декстрометорфан
Декстрометорфан (англ. Dextromethorphan), DXM — противокашлевое средство. Является оптическим изомером левометорфана, который морфиноподобен. За счёт оптической изомерии не имеет опиатных эффектов. Используется в основном для замены кодеина в качестве подавителя кашля и для рекреационного употребления в качестве диссоциатива.
Угнетая возбудимость кашлевого центра, подавляет кашель любого происхождения. В терапевтических дозировках не оказывает наркотического, анальгезирующего и снотворного действия. Начало действия — через 10—30 мин после приема, продолжительность действия 5—6 ч у взрослых и до 6—9 ч — у детей. 
В головном мозге блокирует обратный захват серотонина, активирует сигма рецепторы, блокирует открытые NMDA (N-метил-D-аспартат) каналы (ни один из этих эффектов не постоянен), что в дозах от 150 мг вызывает эффект опьянения.
В дополнение к подавлению кашля декстрометорфан применяется в медицине для диагностических целей и используется в различных случаях — от припадков до лечения героиномании и алкоголизма, некоторых хронических нейродегенеративных заболеваний. Они включают боковой амиотрофический склероз, Болезнь Крейтцфельдта — Якоба (прионовая энцефалопатия человека) и другие прионные заболевания. Декстрометорфан также используется для лечения задержки умственного развития, болезни Паркинсона, при лечении лёгочного и другого рака и для предотвращения отторжения тканей при трансплантации из-за (малоизученных) эффектов сигма лигандов на опухолевые клетки и иммунную систему.

## Синтез
Один из способов получения DXM состоит в метилировании 3-окси-N-метилморфинана.

## Взаимодействие
Ингибиторы моноаминоксидазы (в том числе фуразолидон, прокарбазин, селегилин, сегидрин) при одновременном применении могут вызывать адренергический криз, коллапс, кому, головокружение, возбуждение, повышение АД, гиперпирексию, внутричерепное кровотечение, летаргию, тошноту, спазмы, тремор. В сочетании с трициклическими антидепрессантами (амитриптилин и др) может вызвать серотониновый синдром и возможный последующий летальный исход. Амиодарон, флуоксетин, хинидин, ингибируя систему цитохрома P450, могут повышать концентрацию препарата в крови. Табачный дым может привести к повышению секреции желез на фоне ингибирования кашлевого рефлекса.
Некоторые ингибиторы CYP450, такие как хинидин, усиливают, а главным образом удлиняют его действие.
При взаимодействии с марихуаной повышается количество самого декстрометорфана и в меньшей степени его метаболитa декстрорфана в крови за счет ингибирования КБД CYP2D6.

## Показания
Декстрометорфан, наряду с кодеином, применяется при так называемом непродуктивном кашле: вызванным туберкулёзом легких, пневмонией, коклюшем и др.

## Побочные действия
Сонливость, тошнота, головокружение.

### Передозировка
При передозировке может проявляться (в зависимости от количества) сонливость, или, наоборот, возбуждение, нарушение координации движений (атаксия), гипотензия, тахикардия, гипертонус мышц, галлюцинации. Лечение: ИВЛ, симптоматическая терапия. Антидотом при отравлении является налоксон. Однако учитывая отсутствие афинности DXM к морфиновым рецепторам, введение налоксона может оказаться малоэффективным.

## Противопоказания
Гиперчувствительность, бронхиальная астма, бронхит, одновременный прием муколитических ЛС.С осторожностью. Нарушения функции печени, беременность (I триместр).

## Рекреационное использование
Поскольку декстрометорфан в высоких дозах оказывает действие, подобное психоделическим и диссоциативным веществам и сходное в некотором роде с действием кетамина и фенциклидина, иногда его используют в рекреационных целях.
В некоторых случаях возможна психологическая зависимость. Физической зависимости декстрометорфан не вызывает. Установлены случаи возникновения HPPD (дли́тельного расстройства восприятия, вызванного галлюциногенами) после приема DXM

## Другие нестандартные использования
Есть мнение со времен публикации работы Уильяма Уайта о том, что DXM способен снять некоторые симптомы абстинентного синдрома. Зарубежное психиатрическое сообщество рассматривает теорию о том, что подобно ибогаину, DXM может использоваться в психоделической терапии для предотвращения рецидивов на этапе долгосрочной (3—6 месяцев) терапии лечения опиоидной зависимости.
Группой исследователей было установлено, что блокировка NMDA-каналов в клетках поджелудочной железы приводит к блокировке повышения базального уровня инсулина в крови, однако функция временного повышения его уровня как реакция на высокий уровень глюкозы при этом не нарушается. Это свойство, как считают исследователи, может помочь больным сахарным диабетом II типа, ранее вынужденным использовать метформин, повышать выработку инсулина без негативных последствий в виде гипогликемии.

## Законодательное регулирование
Входит в список III Перечня наркотических средств (список психотропных веществ, оборот которых в Российской Федерации ограничен и в отношении которых допускается исключение некоторых мер контроля в соответствии с законодательством Российской Федерации и международными договорами Российской Федерации).